# Svartbro
Svartbro är en småort i Taxinge socken i Nykvarns kommun, Stockholms län. Svartbro ligger direkt söder om Ryssjön, ungefär 5 kilometer nordväst om Nykvarn.